# Saint-Georges-sur-Meuse
Saint-Georges-sur-Meuse es una comuna de la región de Valonia, en la provincia de Lieja, Bélgica. A 1 de enero de 2019 tenía una población estimada de 6803 habitantes.

## Geografía
Se encuentra ubicada al sureste del país, cerca del río Mosa.

### Aldeas y pueblos del municipio
Saint-Georges-sur-Meuse, Warfusée, Dommartin, Warfée, Yernawe, Stockay, Sur-les-Bois, Tincelle y La Mallieue.

## Demografía

### Evolución
Todos los datos históricos relativos al actual municipio, el siguiente gráfico refleja su evolución demográfica, incluyendo municipios después de efectuada la fusión el 1 de enero de 1977.
| Gráfica de evolución demográfica de Saint-Georges-sur-Meuse entre 1846 y 2019 |
|                                                                               |